# Doodswachtgarde
De Doodswachtgarde is in de boekenserie het Rad des Tijds, geschreven door Robert Jordan, de elite van het leger van het keizerrijk Seanchan.
De Doodswachtgarde is gekleed in zwarte wapenuitrusting. Doodswachtgardisten - de menselijke - hebben op beide schouders raven laten tatoeëren, om zich van normale Seanchaanse soldaten te onderscheiden.
Doodswachtgardisten kwamen voor het eerst op toen Luthair Mondwin, de zoon van Arthur Paendrag Haviksvleugel, in Seanchan gedood werd. Ze zwoeren de zoon van Luthair trouw te dienen als persoonlijk bezit - in Seanchaanse spraak da'covale - en met hun leven voor het zijne te waken.
Sindsdien zijn de Doodswachtgardisten de persoonlijke wacht van de keizerlijke familie in Seandar. Hoge edelen worden tevens door de Doodswacht in de gaten gehouden, met het doel keizerlijke moord te voorkomen. 
Behalve mensen zijn er ook Ogier in de Doodswachtgarde. Deze Seanchaanse Ogier hebben geen raven en zijn ook geen keizerlijke da'covale. Ze zijn vrije lieden die hun leven voor de keizerin wensen te geven.